# Rudolf Langer (Leichtathlet)

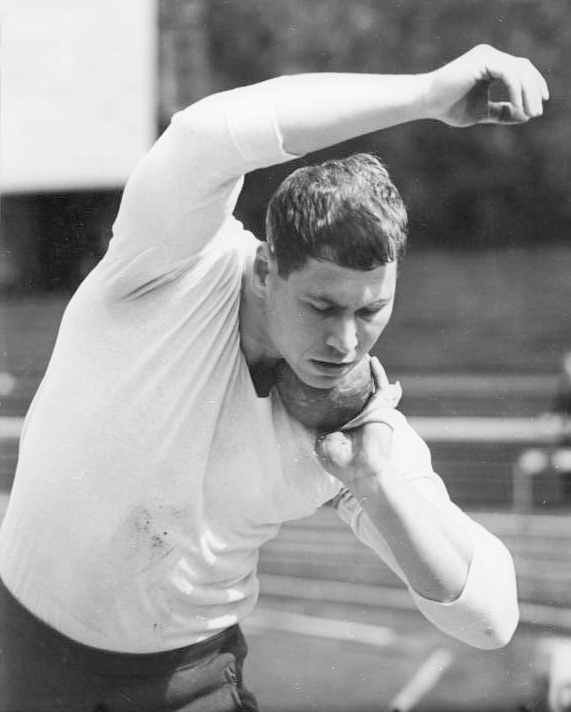
Rudolf Langer bei der DDR-Meisterschaft 1963

Rudolf Langer (* 29. März 1939 in Sprottau, Niederschlesien) ist ein ehemaliger Leichtathlet aus der Deutschen Demokratischen Republik, der 1964 an den Olympischen Spielen teilnahm.
Langer gehörte von 1961 bis 1967 im Kugelstoßen zu den besten Athleten der DDR. 1961, 1963, 1964 und 1966 gewann er den Meistertitel, 1962 hinter Peter Gratz und 1967 hinter Dieter Prollius wurde er Zweiter und 1965 belegte er den dritten Platz. In der Halle siegte er 1964, 1967 war er Vizemeister hinter Hans-Peter Gies, 1966 und 1969 war er Dritter bei den Hallenmeisterschaften. Bei den Europameisterschaften 1962 belegte er mit 16,95 m Platz 14, bei den Olympischen Spielen 1964 erreichte er mit 17,29 m den elften Platz.
Langer übertraf 1961 mit 17,34 m den DDR-Rekord von Fritz Kühl, wurde aber im Mai 1962 von Dieter Denke abgelöst. Im Juli 1962 übertraf er Denke mit 17,96 m, am 21. September 1962 war er mit 18,03 m der erste DDR-Kugelstoßer über 18 Meter. Nur vier Tage später verbesserte sich Langer auf 18,48 m und löste damit auch Dietrich Urbach als Inhaber des gesamtdeutschen Rekordes ab. 1963 verbesserte Langer den gesamtdeutschen Rekord noch dreimal bis auf 18,62 m. 1964 verlor er den gesamtdeutschen Rekord an Urbach, 1966 löste ihn Dieter Hoffmann als DDR-Rekordler ab.
Rudolf Langer startete für den SC Aufbau Magdeburg. Der gelernte Schlosser hatte bei einer Körpergröße von 1,91 m ein Wettkampfgewicht von 105 kg. Er heiratete die Kugelstoßerin Johanna Lüttge.